# Cinquième circonscription de Lille
La cinquième circonscription de Lille était une circonscription législative française que comptait le département du Nord sous la  Troisième République  de 1876 à 1885, de 1889 à 1902, de 1902 à 1919 et de 1928 à 1940.

## La circonscription de 1876 à 1885

### Description géographique et démographique
La cinquième circonscription de Lille était située à la périphérie de l'agglomération lilloise. Située entre la Belgique et le Pas-de-Calais, la circonscription est centrée autour de la ville de Cysoing. 
Elle regroupait les divisions administratives suivantes : canton de Cysoing ; canton de Lannoy ; canton de Pont-à-Marcq et le  canton de Seclin.

### Historique des députations
| Législature     | Début de mandat | Fin de mandat   | Député élu    | Parti politique   | Observations |
| --------------- | --------------- | --------------- | ------------- | ----------------- | ------------ |
| 1re législature | 20 février 1876 | 25 juin 1877    | Georges Brame | Appel au peuple   |              |
| 2e législature  | 14 octobre 1877 | 27 octobre 1881 | Georges Brame | Appel au peuple   |              |
| 3e législature  | 21 août 1881    | 9 novembre 1885 | Georges Brame | Union des droites |              |

## La circonscription de 1889 à 1893

### Description géographique et démographique
La cinquième circonscription de Lille partie intérieure de la Flandre française, située entre la Belgique et l' arrondissement de Douai, la circonscription est centrée autour de la ville de Roubaix.  
Elle regroupait les divisions administratives suivantes :  canton de Roubaix-Est et le canton de Roubaix-Ouest.

### Historique des députations
| Législature    | Début de mandat   | Fin de mandat   | Député élu   | Parti politique | Observations |
| -------------- | ----------------- | --------------- | ------------ | --------------- | ------------ |
| 5e législature | 22 septembre 1889 | 14 octobre 1893 | Émile Moreau | Radical         |              |

## La circonscription de 1893 à 1902

### Description géographique et démographique
La cinquième circonscription de Lille, partie intérieure de la Flandre française, située entre la Belgique et l' arrondissement de Douai, la circonscription est centrée autour de la ville de Seclin.  
Elle regroupait les divisions administratives suivantes :  canton de Cysoing ; canton de Pont-à-Marcq et le canton de Seclin.

### Historique des députations
| Législature    | Début de mandat | Fin de mandat | Député élu          | Parti politique    | Observations |
| -------------- | --------------- | ------------- | ------------------- | ------------------ | ------------ |
| 6e législature | 20 août 1893    | 31 mai 1898   | Jean-Baptiste Coget | Républicain        |              |
| 7e législature | 8 mai 1898      | 31 mai 1902   | Marcel Delaune      | Union démocratique |              |

## La circonscription de 1902 à 1919

### Description géographique et démographique
La cinquième circonscription de Lille, partie intérieure de la Flandre française, située entre la Belgique et l' arrondissement de Douai, la circonscription est centrée autour de la ville de Seclin.  
Elle regroupait les divisions administratives suivantes :  canton d'Haubourdin ; canton de Pont-à-Marcq et le canton de Seclin.

### Historique des députations
| Législature     | Début de mandat | Fin de mandat   | Député élu        | Parti politique    | Observations |
| --------------- | --------------- | --------------- | ----------------- | ------------------ | ------------ |
| 8e législature  | 27 avril 1902   | 31 mai 1906     | Marcel Delaune    | Union démocratique |              |
| 9e législature  | 6 mai 1906      | 31 mai 1910     | Marcel Delaune    | Union démocratique |              |
| 10e législature | 8 mai 1910      | 31 mai 1914     | Georges Potié     | Gauche radicale    |              |
| 11e législature | 26 avril 1914   | 7 décembre 1919 | Auguste Ragheboom | SFIO               |              |

## La circonscription de 1928 à 1940

### Description géographique et démographique
La cinquième circonscription de Lille, partie intérieure de la Flandre française, située entre la Belgique et l' arrondissement de Douai, la circonscription est centrée autour de la ville d' Haubourdin.  
Elle regroupait les divisions administratives suivantes :  canton d'Haubourdin et le canton de La Bassée.

### Historique des députations
| Législature     | Début de mandat | Fin de mandat   | Député élu            | Parti politique                    | Observations                                                                                    |
| --------------- | --------------- | --------------- | --------------------- | ---------------------------------- | ----------------------------------------------------------------------------------------------- |
| 14e législature | 29 avril 1928   | 31 mai 1932     | Guillaume des Rotours | Union républicaine et démocratique |                                                                                                 |
| 15e législature | 8 mai 1932      | 22 octobre 1935 | Guillaume des Rotours | Républicains de gauche             |                                                                                                 |
| 16e législature | 3 mai 1936      | 31 mai 1942     | Eugène Dereuse        | SFIO                               | Un décret de juillet 1939 a prorogé jusqu'au 31 mai 1942 le mandat des députés élus en mai 1936 |